# لورا ألين
لورا ألين (بالإنجليزية: Laura Allen)‏ (و. 1974 – م) هي ممثلة، وممثلة تلفزيونية، وممثلة أفلام، من الولايات المتحدة الأمريكية، ولدت في بورتلاند، أوريغون.

## التعليم
تعلمت في كلية ويليسلي.

## وصلات خارجية
- لورا ألين على موقع IMDb (الإنجليزية)
- لورا ألين على موقع ميتاكريتيك (الإنجليزية)
- لورا ألين على موقع روتن توميتوز (الإنجليزية)
- لورا ألين على موقع قاعدة بيانات الأفلام العربية
- لورا ألين على موقع ألو سيني (الفرنسية)
- لورا ألين على موقع أول موفي (الإنجليزية)
- لورا ألين على موقع قاعدة بيانات الأفلام السويدية (السويدية)
- لورا ألين على موقع إن إن دي بي (الإنجليزية)
- لورا ألين على موقع قاعدة بيانات الفيلم (الإنجليزية)
- لورا ألين على موقع ليتربوكسد (الإنجليزية)